# Endio
Endio, figlio di Alcibiade (metà del V secolo a.C. – dopo il 411 a.C.), è stato un politico e diplomatico spartano, imparentato colla famiglia del famoso Alcibiade.

## Biografia
Sembra che Endio fosse uno dei tre ambasciatori spartani mandati nel 420 a.C. ad Atene per dissuaderla dall'allearsi con Argo; secondo Tucidide i tre erano stati scelti per soddisfare gli Ateniesi, e in particolare Alcibiade, parente di Endio, ma, ciononostante, fu proprio Alcibiade a far fallire questa missione coi suoi intrighi.
Endio fu eletto eforo nell'autunno del 413 a.C., all'epoca della disastrosa spedizione ateniese in Sicilia, e grazie alla sua influenza Alcibiade, ora alleato degli Spartani, si offrì di portare questi ultimi sulle coste dell'Ellesponto; Alcibiade risiedette in casa sua e, col suo aiuto, convinse gli altri efori a proseguire le operazioni belliche anche quando varie navi spartane rimasero bloccate al Pireo e a soccorrere Chio, che s'era ribellata agli Ateniesi.
Secondo Diodoro Siculo Endio fu uno degli ambasciatori spartani inviati ad Atene per chiedere la pace dopo la disastrosa sconfitta di Cizico (410 a.C.); le loro condizioni, comunque, furono rifiutate per via della malefica influenza del demagogo Cleofonte. Risulta ovvio che Endio, vista la sua parentela e amicizia con Alcibiade, in un'occasione simile sarebbe stato certamente selezionato; quindi, anche se Senofonte non dice niente in proposito, questa informazione di Diodoro si può considerare come vera. Naturalmente l'orazione pronunciata da Endio, pur essendo verosimile, è stata quasi certamente scritta da Diodoro.